# انبوه‌دندان
انبوه‌دندان (نام علمی: Pycnodus) نام یک سرده از راستهٔ انبوه‌دندان‌ریختان است.